# UPCN Vóley Club
L'UPCN Vóley Club è una società pallavolistica argentina, con sede a San Juan, militante nel massimo campionato argentino, la Liga Argentina de Voleibol.

## Storia
La società viene fondata nel marzo del 2007 con la fondazione della Escuela de Voley. La nuova formazione partecipa e vince il Torneo d'Apertura della Provincia di San Juan, ma in seguito a questo successo abbandona il campionato locale (la cui vittoria avrebbe dato l'accesso alla locale seconda serie). Acquisisce il titolo del Gimnasia y Esgrima de Buenos Aires e ne prende il posto in Liga A1, la massima serie del campionato argentino, che termina al 10º posto.
L'anno successivo termina il campionato al 3º posto, eliminato alle semifinali dei play-off, mentre nel 2010 viene sconfitta in finale sia in campionato che nella coppa nazionale dal Club Ciudad de Bolívar di Buenos Aires. Con questi titoli si qualifica per la stagione successiva al massimo trofeo continentale per club, che termina al 3º posto. Il 2011 termina però con la vittoria del suo primo scudetto.
Gli anni successivi vedono una costante crescita nei risultati e nei piazzamenti, come testimoniano i titoli di vice-campione continentale nei due anni successivi, sconfitta entrambe le volte da formazioni brasiliane. Nel 2013 conquista il treble, vincendo il suo terzo scudetto consecutivo, la sua prima Coppa ACLAV e laureandosi Campione del Sudamerica per la prima volta. Con quest'ultimo titolo prende parte alla Coppa del Mondo per club 2013, che termina al 4º posto.
Nel 2014 conquista il double, con la vittoria del campionato e della coppa nazionale, mentre a livello continentale viene sconfitta in finale dal Sada Cruzeiro. I brasiliani, in quanto campioni del mondo in carica, permettono però alla formazione argentina di qualificarsi per il secondo anno consecutivo alla Coppa del Mondo per club. Il torneo iridato termina con il 3º posto, grazie alla vittoria al tie-break contro gli stessi brasiliani del Sada.

## Rosa 2017-2018
| N° | Nome                 | Ruolo | Data di nascita   | Nazionalità sportiva |
| -- | -------------------- | ----- | ----------------- | -------------------- |
| 1  | Federico Gómez       | S     | 3 settembre 1992  | Argentina            |
| 2  | Danijel Galić        | S     | 14 aprile 1987    | Croazia              |
| 3  | Lucas Ibazeta        | P     | 19 settembre 2002 | Argentina            |
| 4  | Sebastián Garrocq    | L     | 27 novembre 1979  | Argentina            |
| 5  | Maximiliano Cavanna  | P     | 2 luglio 1988     | Argentina            |
| 6  | Mateo Bozikovich     | P     | 6 marzo 1992      | Argentina            |
| 7  | Nikolaj Učikov       | S/O   | 13 aprile 1986    | Bulgaria             |
| 8  | Martín Tejada        | C     | 12 aprile 2002    | Argentina            |
| 9  | Zbigniew Bartman     | S/O   | 4 maggio 1987     | Polonia              |
| 10 | Nicolás Lazo         | S     | 16 aprile 1995    | Argentina            |
| 11 | Lucas Armesto        | C     | 10 ottobre 1984   | Argentina            |
| 12 | Nicolás Zerba        | C     | 13 giugno 1999    | Argentina            |
| 13 | Manuel Leskiw        | S/O   | 17 settembre 1991 | Argentina            |
| 14 | Javier Filardi       | S     | 7 febbraio 1980   | Argentina            |
| 15 | Pedro Santos         | C     | 25 febbraio 1994  | Brasile              |
| 15 | David Lee            | C     | 8 marzo 1982      | Stati Uniti          |
| 16 | Juan Cruz Ramírez    | S     | 22 febbraio 1998  | Argentina            |
| 17 | Matías Salvo         | L     | 25 gennaio 1991   | Argentina            |
| 18 | Martín Ramos         | C     | 26 agosto 1991    | Argentina            |
| 19 | Francisco Castañares | S     | 7 settembre 2000  | Argentina            |
| 20 | Manuel Armoa         | S     | 1º dicembre 2002  | Argentina            |

## Palmarès
- Campionato argentino: 7

2010-11, 2011-12, 2012-13, 2013-14, 2014-15, 2015-16, 2017-18
- Coppa ACLAV: 3

2012, 2013, 2015
- Coppa Máster: 6

2010, 2011, 2013, 2014, 2016, 2017
- Torneo Súper 8: 1

2010
- Campionato sudamericano per club: 2

2013, 2015